# Chamaedorea geonomiformis
Chamaedorea geonomiformis är en enhjärtbladig växtart som beskrevs av Hermann Wendland. Chamaedorea geonomiformis ingår i släktet Chamaedorea och familjen Arecaceae. Inga underarter finns listade i Catalogue of Life.

## Bildgalleri

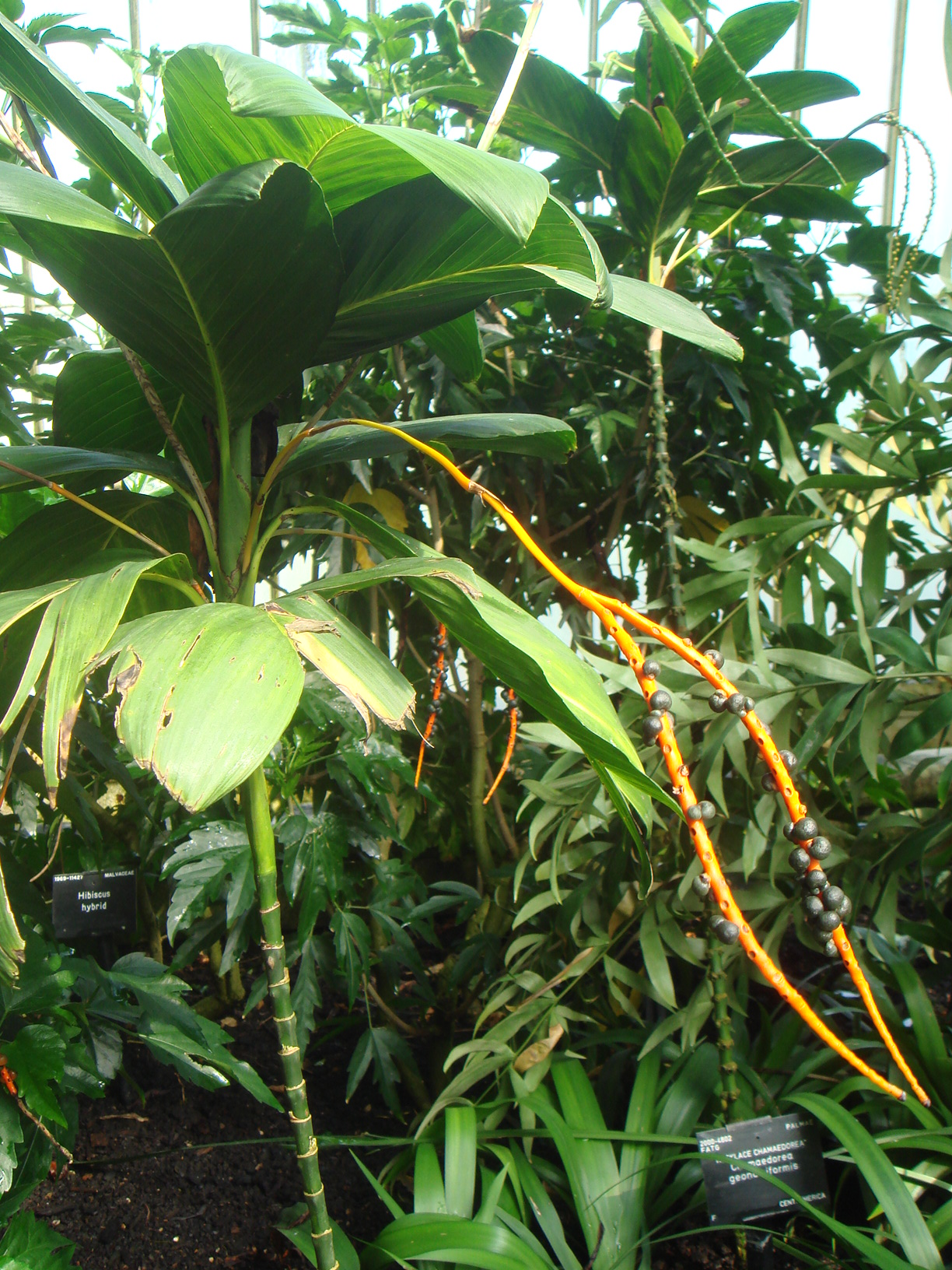
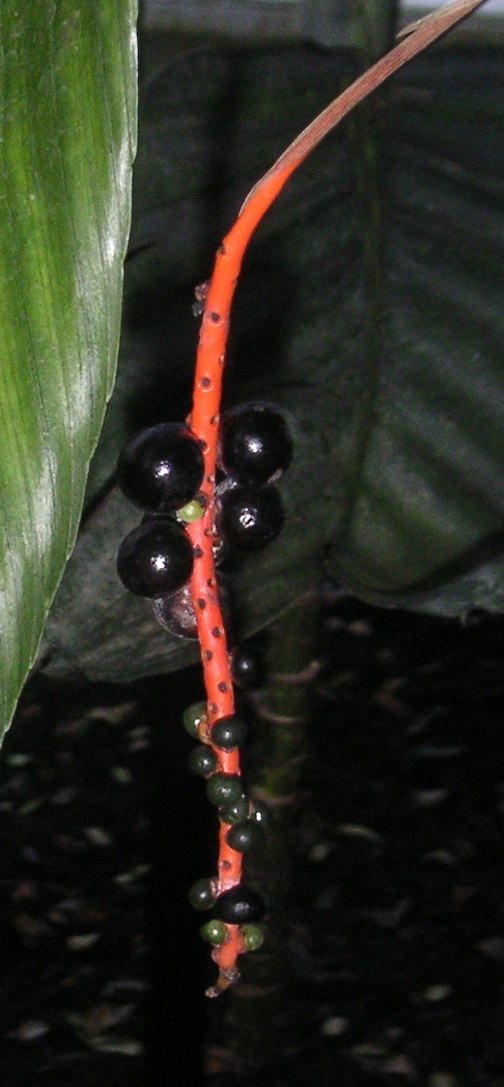
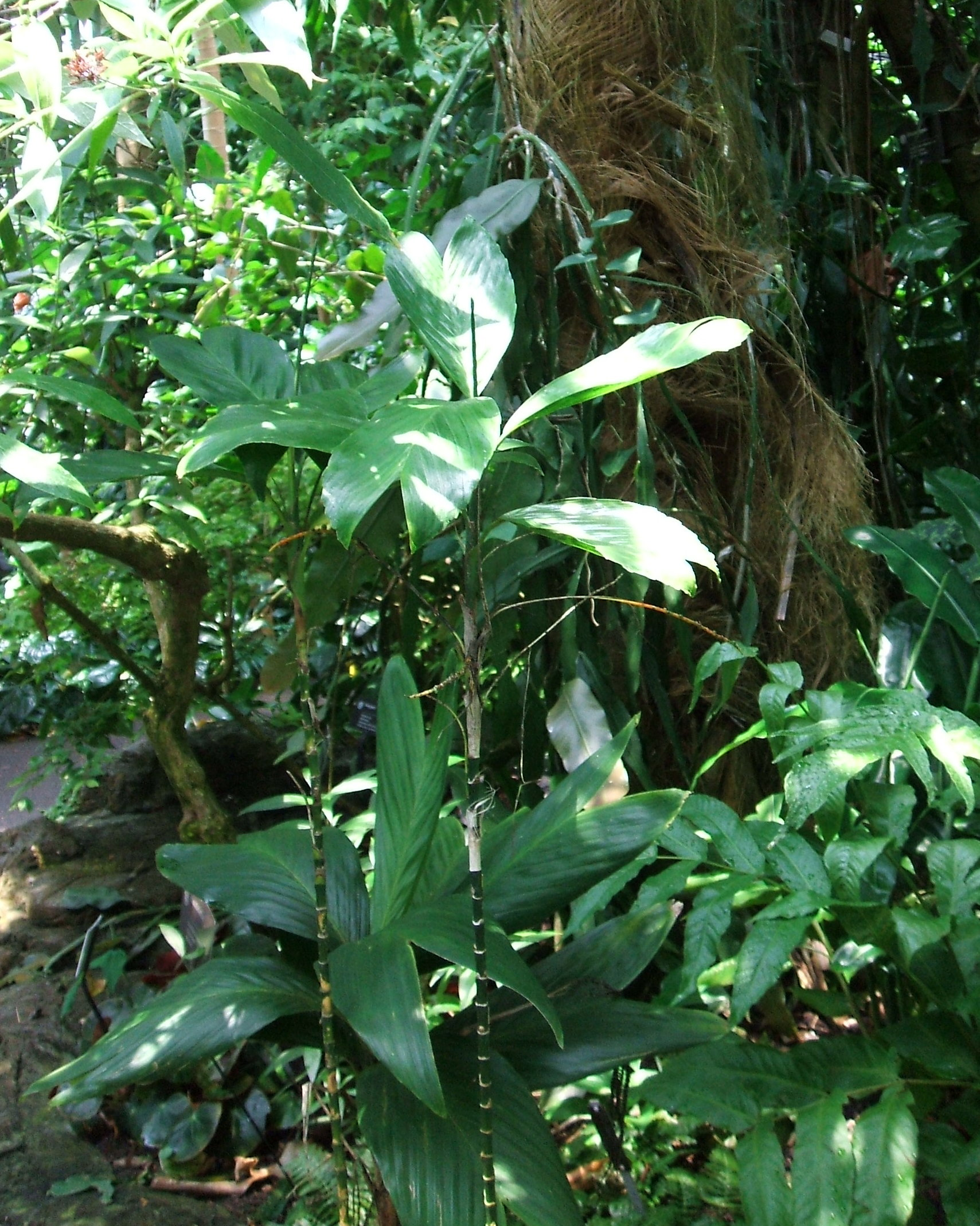